# حلبة سنتول الدولية

المسار

حلبة سنتول الدولية هي حلبة سباق لرياضة المحركات الآلية تقع في بوكور في إقليم جاوة الغربية بإندونيسيا. يبلغ طولها 4.12 كم (2.56 ميل) ويبلغ عرض المسار 15 مترا. استضافت أحداثا مثل سباق الجائزة الكبرى للدراجات النارية وبطولة فورمولا 3 الآسيوية.